# Holocaust – Die Geschichte der Familie Weiss
Holocaust – Die Geschichte der Familie Weiss ist eine vierteilige US-amerikanische TV-Mini-Serie aus dem Jahr 1978 von Marvin J. Chomsky. Sie erzählt die fiktive Geschichte der jüdischen Berliner Arztfamilie Weiss zur Zeit des Nationalsozialismus. Die Serie wurde im Januar 1979 auch in der Bundesrepublik Deutschland ausgestrahlt, erreichte ein großes Publikum und führte zu einer breiten Diskussion über die nationalsozialistische Vergangenheit. Im März 1979 erfolgte die Ausstrahlung im österreichischen ORF. Danach wurde der Begriff Holocaust für den Genozid an den europäischen Juden auch im Deutschen gebräuchlich. Im Januar 2019 war die Serie 40 Jahre nach der Erstausstrahlung in den Programmen von WDR, NDR, SWR sowie One erneut zu sehen. Die bislang letzte Ausstrahlung im öffentlich-rechtlichen Fernsehen erfolgte am 26./27. April 2025  auf Phoenix anlässlich des 80. Jahrestages der Befreiung des Konzentrationslagers Auschwitz.

## Inhalt

### Überblick
Die vier Teile tragen folgende Titel und behandeln folgende Jahre:
| Nr. | Deutscher Titel                | Originaltitel          | Jahre     | Länge       | US- Erstausstrahlung | deutsche Erstausstrahlung |
| --- | ------------------------------ | ---------------------- | --------- | ----------- | -------------------- | ------------------------- |
| 1   | Die hereinbrechende Dunkelheit | The Gathering Darkness | 1935–1940 | 135 Minuten | 16. April 1978       | 22. Januar 1979           |
| 2   | Die Straße nach Babi Yar       | The Road to Babi Yar   | 1941–1942 | 094 Minuten | 17. April 1978       | 23. Januar 1979           |
| 3   | Die Endlösung                  | The Final Solution     | 1942–1944 | 089 Minuten | 18. April 1978       | 25. Januar 1979           |
| 4   | Die Überlebenden               | The Saving Remnant     | 1944–1945 | 101 Minuten | 19. April 1978       | 26. Januar 1979           |

### Teil 1
Berlin im Jahr 1935: Kunstmaler Karl Weiss und Inga Helms heiraten. Beide sind deutsche Staatsbürger, doch gilt die Verbindung den Nationalsozialisten nach Inkrafttreten der Nürnberger Rassegesetze als „Mischehe“, da Karls Eltern – Josef und Berta Weiss – jüdischer Herkunft sind. Bei der Hochzeit anwesend sind auch Bertas Eltern, Herr und Frau Palitz. Bertas Vater Heinrich begegnet dort Heinz Müller, einem gelernten Schlosser und NSDAP-Mitglied.
Der Jurist Erik Dorf ist der Sohn eines Bäckers und Sozialdemokraten, der sich, durch die Inflation verarmt, das Leben genommen hat. Nicht aus Überzeugung, sondern wegen seiner Arbeitslosigkeit und auf Drängen seiner Frau tritt Erik Dorf 1935 der SS bei, bei der er 1938 zum persönlichen Referenten Heydrichs aufsteigt, den er auch politisch berät. Auch auf Anraten Dorfs werden die Novemberpogrome eingeleitet und die Juden nun systematischer Verfolgung ausgesetzt. 
Zuvor sucht Dorf den Arzt Josef Weiss auf, der ihn und seine Familie oft unentgeltlich ärztlich behandelt hat, und rät ihm dringend, Deutschland zu verlassen. Weiss will jedoch seine jüdischen Patienten nicht im Stich lassen und meint, es könne für die Juden in Deutschland nicht schlimmer kommen. Dennoch erörtert er die Frage mit seiner Frau, die sich dafür ausspricht, in Deutschland zu bleiben. In der „Reichskristallnacht“ wird auch die Buchhandlung von Berta Weiss’ Vater demoliert. Danach ziehen ihre Eltern zu ihrer Tochter, weil sie alles verloren haben.
Karl Weiss wird in das KZ Buchenwald deportiert. Ihm wird unterstellt, „jüdischer Kommunist“ zu sein und als „jüdischer Schmierant“ für die bolschewistische Propaganda Karikaturen zu zeichnen. Weil er auch Stoffmuster entworfen hat, bringt man ihn zunächst in der Schneiderei unter. Als er sich mit dem jüdischen Kapo Melnick um ein Stück Roggenbrot prügelt, wird er zusammen mit dem Mithäftling Weinberg an den Pfahl gehängt. Weinberg sieht in der Folter den Sinn, „ein heiliger Zeuge“ zu sein, wenn er überlebt.
Josef Weiss setzt sich bei Erik Dorf für Karls Freilassung ein, doch Dorf weist ihn ab. Bereits am nächsten Tag erhält Josef Weiss, der ursprünglich aus Polen kommt und die deutsche Staatsbürgerschaft nie erworben hatte, Besuch von der Fremdenpolizei und wird in sein Herkunftsland abgeschoben. Am Bahnhof verabschiedet er sich von seiner Frau und beschwört sie, dass ihre gemeinsame Liebe alle Widrigkeiten überstehen wird – amor vincit omnia. Nachdem Arztpraxis und Wohnung der Familie Weiss aufgelöst worden sind, nehmen sich die Eltern von Berta Weiss mit Gift das Leben. Berta zieht mit den gemeinsamen Kindern Rudi und Anna bei der Familie Helms ein. Nachdem Rudi Weiss die Familie verlassen hat, wird seine 16-jährige Schwester Anna auf der Straße von drei SA-Männern vergewaltigt. Sie erleidet einen schweren Schock und fällt in Apathie. Unter dem Vorwand der Behandlung wird sie in die NS-Tötungsanstalt Hadamar gebracht, wo sie vergast und so zu einem Opfer der „Euthanasie“ wird.
Rudi Weiss kommt in die Tschechoslowakei, wo er in Prag die ebenfalls jüdische Helena Slomová trifft und sich in sie verliebt. Weil deren Vater nach Palästina auswandern wollte, galt er als „zionistischer Agent“ und wurde zusammen mit seiner Frau nach Polen deportiert. Obwohl Helena Slomová zuerst auch nach Palästina auswandern will, entschließt sie sich schließlich, nach dem Vorbild der biblischen Ruth ihrem Geliebten zu folgen – „Wo du hingehst, da will auch ich hingehen“.

### Teil 2
Im Jahr 1941 haben die deutschen Truppen weite Teile Osteuropas besetzt und dort Konzentrationslager errichtet. Karl Weiss, der immer noch im KZ Buchenwald gefangen ist, wird nach der Prügelei zur Strafe in den Steinbruch verlegt. Inga Weiss möchte Briefkontakt zu ihrem Mann aufnehmen. Dies geht jedoch nur, wenn sie vorher mit Heinz Müller schläft, der sich als „Postbote“ angeboten hat. Müller prahlt gegenüber Karl, mit dessen Frau geschlafen zu haben. Als Karl Weiss daraufhin den Briefkontakt zu seiner Frau einstellen möchte, droht Müller ihm damit, dass er einer der Lustknaben des Kommandanten Engelmann werden wird, der sich einen „Privatharem junger Männer“ hält. Schließlich wird Karl Weiss als Kunstmaler in die „Künstlerabteilung“ des Lagers verlegt und vergleicht auch dies mit Prostitution – „was die für Huren aus uns machen“.
Josef Weiss, Mitglied des Judenrates, ist auf den chassidischen Rabbi Korsch angewiesen, der sich im Sinne der Sozialfürsorge um eine verzweifelte junge Mutter kümmert, die im Zug nach Warschau deportiert wurde. Sie möchte ihren Säugling nicht hergeben, obwohl das Kind unterwegs verstorben ist. Josef als Arzt arbeitet auf der Kinderstation des jüdischen Krankenhauses im Warschauer Ghetto, die er zusammen mit der Krankenschwester Sarah Olnich betreut. Olnich wird von der jüdischen Ghettopolizei exekutiert, weil sie für die kranken Kinder Lebensmittel in das Ghetto geschmuggelt hat. Während der Hinrichtung beten die Juden für sie das Kaddisch. Josef Weiss holt seine Frau Berta am Warschauer Bahnhof ab; dabei erzählt sie ihm vom Tod der Tochter Anna. Die Wahrheit verschweigend, berichtet sie, dass Anna in der Wohnung plötzlich erkrankt sei und mangels Medizin im Schlaf an Pneumonie gestorben sei. Berta Weiss wird Musiklehrerin in der Schule des Ghettos und unterrichtet hier unter anderem den 13-jährigen Aaron Feldmann, der im Ghetto lebt und sich wie Olnich auch als Schmuggler betätigt.
Rudi Weiss und Helena Slomová passieren die Grenze nach Ungarn und gelangen in die Sowjetunion. Bei einem sowjetischen Kommandanten geben sie vor, jüdische Kommunisten zu sein. Nachdem Helena dem Kommandanten zum Beweis den sozialistischen Bruderkuss gegeben hat, erlaubt er dem Paar, nach Kiew zu gehen. Doch nach dem Einmarsch der Deutschen in die Sowjetunion sind sie auch dort nicht mehr sicher. In Kiew retten sie Hans Helms das Leben, der nach einer Detonation unter Schutt begraben liegt, graben ihn aus und bringen ihn zu seinen Kameraden. Helms gibt die jüdische Herkunft des Paares preis. Sie werden darauf mit den anderen Juden Kiews in die Schlucht von Babyn Jar gebracht, können jedoch unterwegs fliehen. Sie werden Zeugen des Massakers von Babyn Jar. Erik Dorf beaufsichtigt unterdessen zusammen mit dem SS-Führer Paul Blobel das Massaker. Der ausbleibende Widerstand der Juden Kiews bei dem Massaker gilt bei Blobel als Beweis dafür, dass sie „kein Recht haben, zu leben“. Dorf widerspricht nicht. Rudi Weiss ist überzeugt, dass später niemand den Berichten über das Massaker glauben wird: „Lüge … weil Menschen so etwas mit Menschen nicht tun.“ Während das Paar später in einem Versteck über die Probleme einer künftigen Staatsgründung Israels diskutiert, wird es von Mitgliedern der jüdischen Partisanengruppe von Shitomir gefunden.
Dorf ist unterdessen an der Ostfront, um den Massenmord zu dokumentieren. Er ist an der Planung der Massenermordung der europäischen Juden beteiligt und erarbeitet Methoden, wie die Ermordung systematisch umgesetzt werden kann. Auf der Wannseekonferenz wird die „Endlösung der Judenfrage“ beschlossen, und Dorfs Bedeutung als Berater Heydrichs, aber auch von Heinrich Himmler wächst.

### Teil 3
Es erfolgt der Eintritt der Vereinigten Staaten in den Zweiten Weltkrieg. Karl Weiss wird aus dem KZ Buchenwald in das KZ Theresienstadt verlegt und hält die dortigen Verhältnisse in Zeichnungen fest. Inga Weiss bittet Müller, auch in dieses KZ gebracht zu werden. Wegen ihres Verhältnisse mit Müller begegnet Karl Weiss seiner Frau zunächst mit Verachtung. Sie erklärt, dass er „anders [sei] als die anderen“ und dass ihm nur die Liebe die Kraft gebe zu überleben. Daraufhin verzeiht er seiner Frau und gesteht, dass er das KZ ohne ein Zeichen von ihr nicht überlebt hätte – der Weg der Übermittlung sei unwichtig. Sie erzählt von Josef Weiss’ Überzeugung, dass gemeinsame Liebe alle Widrigkeiten überstehen könne – „amor vincit omnia“. Als Karls Zeichnungen entdeckt werden, wird er gefoltert – ihm werden beide Hände gebrochen.
Rudi Weiss und Helena Slomová gelangen zu dem jüdischen Partisanenlager, in dem die überlebenden Juden aus Shitomir, Berditschew und Koritz leben und wo das Paar heiratet. Die Partisanen sind wie eine Familie für das Paar; während Nadja der Braut den Trauring ihrer ermordeten Schwester schenkt, berät Onkel Sascha wie ein Vater den Bräutigam in Fragen der Familienplanung. Der säkulare Rabbi Samuel ruft auch zum bewaffneten Widerstand auf und zitiert dazu eine Stelle aus dem 1. Buch Samuel, in dem David seinen Leuten gebietet, sich mit ihren Schwertern zu gürten. Rudi nimmt mit anderen Partisanen an Überfällen unter anderem auf die ukrainische Miliz teil, zweifelt aber nach dem Überfall am Sinn des Tötens. Helena Weiss sieht den Sinn in einem späteren gemeinsamen Leben in Palästina und glaubt, dass ihre gemeinsame Liebe vom Schicksal vorbestimmt und ihr Überleben daher gesichert sei: „Wir werden nicht sterben.“ Bei einem Angriff auf das deutsche SS-Hauptquartier im Reichskommissariat Ukraine, bei dem die Partisanen das Munitionsdepot plündern, wird Rudi Weiss angeschossen. Seine Frau spricht sich gegen weitere Aktionen der Partisanen aus, da sie um sein Leben fürchtet. Da sie jedoch inzwischen den Glauben an das Überleben verloren hat, entscheidet sie sich schließlich, ihren Mann künftig bei Überfällen zu begleiten.
Verschiedene Ereignisse geben Berta und Josef Weiss Anlass, über das Leben ihrer beiden Söhne Karl und Rudi zu diskutieren. Als sie das Flugblatt der jüdischen Widerstandskämpfer des Warschauer Ghettos lesen, vergleichen sie unbeabsichtigt die Tapferkeit der Schreiber mit der ihres Sohnes Rudi. Sie haben Vertrauen in ihn, weil er „mit wahrem Eifer“ sich weigere und Widerstand leiste. Angesichts des Hungers und der Not im Warschauer Ghetto äußert Berta Weiss wiederholt ihre Sorge um das Leben ihrer Söhne. Josef Weiss äußert dabei seine Überzeugung, dass Sohn Karl als gelernter Kunstmaler überleben könne, weil er einen Beruf erlernt habe. Berta Weiss unterstützt gegen den Willen ihres Mannes den zionistischen Widerstandskämpfer Mordechaj Anielewicz finanziell. Der Zionist, der den Opportunismus – „Höfigkeit und Mütze-Ziehen“ – des Warschauer Judenrats verurteilt und von der „Endlösung“ spricht, soll mit Berta Weiss’ Geld Waffen für den Widerstand kaufen. Das in ihrem Mantelfutter eingenähte Geld war ursprünglich den hungernden Kindern im Krankenhaus zugedacht. Berta Weiss kommt zu dieser Erkenntnis, nachdem sie von dem Kurier Kovel von der Zerstörung des Wilnaer Ghettos und der bevorstehenden Zerstörung des Warschauer Ghettos erfahren hat. Ihr Wandel hin zu einer zionistischen Gesinnung ist auch an ihrem Musikunterricht zu erkennen: Spielt sie am Piano zunächst das französische Kinderlied „Sur le pont d’Avignon“, ist es schließlich die israelische Nationalhymne „haTikwa“.
Am Widerstand beteiligen sich auch Berta Weiss’ Schwager Moses und Aaron Feldmann, die sich als jüdische Waffenschmuggler von dem polnischen Christen Anton Waffen besorgen. Der alte Apotheker Moses vertraut sein Leben dabei dem 13-jährigen Aaron an, der als „Kanalratte“ und „König der Schmuggler“ bekannt ist – „Gibt es ein besseres Paar als Moses und Aaron … Mein Freund [Aaron] ist Spezialist“. Obwohl Anton die jüdischen Schmuggler übervorteilt, ist Moses die Zusammenarbeit mit den polnischen Widerstandskämpfern wichtiger als das Geschäft. So hätten sie denselben Feind und könnten sich gegenseitig dabei helfen, gegen die deutschen Besatzer zu kämpfen.
Im Warschauer Ghetto wird bekannt, dass die Juden in das Vernichtungslager Treblinka deportiert werden. Obwohl sie der BBC die Funkmeldung von der Ermordung der Juden durchgeben, wird diese von der BBC nicht gesendet. Josef Weiss eröffnet darauf zum Schein eine Krankenstation am Bahnhof und gibt vor, typhus- oder choleraverdächtige Reisende zu behandeln. In Wahrheit möchte er Alte und Kinder vor der Deportation bewahren.
Heydrich stirbt 1942 an den Folgen eines Attentats. Sein Nachfolger wird Ernst Kaltenbrunner, der nun den Massenmord an den europäischen Juden befehligt. Obwohl Erik Dorf wesentlich an der Einführung von Zyklon B in den Gaskammern von Auschwitz beteiligt ist, fällt er bei Kaltenbrunner in Ungnade. Angesichts der drohenden Niederlage und der möglichen Verbreitung „furchtbare[r] Lügen“ über die Ereignisse in Polen und Russland ist Dorf verzweifelt, weint und kritisiert die Devise „Glaube und führe Befehle aus“. Er betont gegenüber seiner Frau, dass er nur Deutschland „dienen“ wollte und Befehle der obersten Führung befolgt habe.

### Teil 4
Nachdem Martha Dorf von der Andeutung Erik Dorfs über „furchtbare Lügen“ gehört hat, findet sie bei seinen Dokumenten den Befehl, die in Babyn Jar verscharrten Leichen auszugraben und zu verbrennen. Sie meint, aus seinem ganzen Verhalten gehe hervor, dass er sich für seine Aufgaben in Babyn Jar schäme. Erik Dorf wundert sich darüber, dass seine Frau nicht über die Ermordung von Frauen und Kinder erbost ist, sondern darüber, dass er „nicht besonders stolz darauf“ ist. Sie beschwört ihn, seine Pflicht bis zum Endsieg zu erfüllen. Das würde die Menschen davon überzeugen, dass er das Richtige tue. Erik Dorf befolgt den Ratschlag seiner Frau, während sie nun Angst hat, „dass wir bestraft werden. Wir alle.“
April 1943: Der Aufstand im Warschauer Ghetto beginnt; an ihm sind Aaron, Zalman, Eva und Josefs Bruder Moses beteiligt. Durch den bewaffneten Widerstand empfindet sich Moses zum ersten Mal als Jude und dass er das Blut König Davids in sich trage und belegt dies mit dem Kampf des jungen David gegen den übermächtigen Philister Goliath: „Wir haben die Philister geschlagen, aufs Haupt.“ Nach 20 Tagen sind weite Teile des Ghettos verwüstet, und die verbleibenden Widerstandskämpfer, darunter Moses, verschanzen sich in den Kellern der Gebäude, ohne aufgeben zu wollen. Sie sind bereit, für etwas zu sterben, das einen Sinn hat. Erst als Gas in die Keller geleitet wird, gibt Mordechaj Anielewicz die Aufgabe des Widerstands bekannt, und die Menschen haben die Wahl zwischen Freitod mit Gift oder Flucht. Die Flüchtenden singen beim Gang durch die Keller haTikwa, werden aber auf der anderen Seite von der SS erwartet. Sie beten das Schma Jisrael, als sie erschossen werden.
Dorf wird von Kaltenbrunner mit den „Sonderbehandlungen“ der Juden in den Lagern im Osten beauftragt. Bei einem Besuch bewundert Professor Pfannenstiel von der Universität Marburg, Fachbereich Hygiene, die „Effizienz“ der Gaskammern und vergleicht das Sterben der Juden mit Szenen aus Dantes Inferno. Obwohl der Reichsführer den Abbruch der KZs erwägt, kann Dorf ihn davon überzeugen, diese „als Monumente des Dienstes, den sie für die Menschheit geleistet haben“, zu bewahren. Das KZ Auschwitz sollte ein „Präzedenzfall auf internationaler Ebene“ werden. Es dürfe weder Reue noch Schuldbekenntnis oder Selbstanklage wegen der Ermordung der Juden geben, sie seien aus „moralischen und rassehygienischen Gründen“ zu diesem Handeln gezwungen gewesen.
Josef und Berta Weiss werden zusammen mit Herrn und Frau Levy nach Auschwitz deportiert, nachdem sie in Warschau versucht hatten, Juden des Ghettos vor der Deportation zu bewahren. Josef Weiss vergleicht das Lager mit der Hölle und vertritt die Ansicht, der Wunsch, im Lager zu überleben, sei eine Form des Widerstands. Jetzt wird auch der Gesinnungswandel bei Josef Weiss hin zu den Wurzeln des Zionismus deutlich: Verfolgt zu werden, sei der Beweis dafür, dass es ein jüdisches Volk gebe. Auch hier wird wieder das Leben der Söhne diskutiert, nun im Sinne der historischen Wurzeln des Zionismus. So soll der überlebende Teil der Eheleute die Söhne finden und unterstützen –„[n]icht nur, weil wir eine Familie sind, sondern weil wir Juden sind“. Bis zuletzt spenden Josef und Berta Weiss anderen Mitgefangenen – wie Herrn Levy bzw. Sofia Alatri – Trost und Beistand in der Stunde des Todes. Kurt Dorf, der Onkel Erik Dorfs, der als Beauftragter für den Straßenbau in Auschwitz tätig ist, versucht, Josef Weiss und andere Juden so gut wie möglich zu schützen. Doch das Dazwischentreten seines Neffen verhindert dies. Bei einem heftigen Streit in dieser Sache sagt Kurt zu Erik Dorf, dass er froh sei, dass dessen Vater nicht mehr erleben müsse, was aus seinem Sohn geworden sei. Berta und Josef Weiss werden kurz hintereinander in den Gaskammern von Auschwitz ermordet.
In der Ukraine plant die Partisanengruppe einen Anschlag auf einen deutschen Mannschaftstransport. Neben Rudi ist auch Helena Weiss beteiligt. Der Anschlag misslingt. Sie wird auf der Flucht erschossen und er gefangen genommen. Er wird in das Vernichtungslager Sobibor deportiert, aus dem ihm schließlich mit einer Gruppe Rotarmisten von der 51. Division unter Leitung des Russen Barski die Flucht gelingt. Rudi Weiss trennt sich von den Partisanen und macht sich auf den Weg nach Deutschland.
Bei Kriegsende klagt Captain John Cassidy den als Kriegsverbrecher inhaftierten Erik Dorf an. Er sei der Oberaufseher bei Vergasungen in Auschwitz und anderen Lagern gewesen und verantwortlich für Massenerschießungen von Russen und Polen. Beide Staaten verlangten nun seine Auslieferung. Er selbst würde es vorziehen, ihn den Juden auszuliefern, vor allem den Eltern der ermordeten Kinder. Erik Dorf tötet sich daraufhin mit Gift. Kurt Dorf spricht gegenüber Frau Dorf mit ihren Kindern Peter und Laura von einer Kollektivschuld – sie hätten sich alle mitschuldig gemacht, weil sie alle mitangesehen, geschwiegen und nichts getan hätten. Doch Frau und Kinder bleiben uneinsichtig in ihrer nationalsozialistischen Gesinnung verhaftet und sehen den toten Erik Dorf als Helden.
(Das Ende der Originalfassung ist in der deutschen Synchronfassung nicht enthalten, jedoch seit den Ausstrahlungen von 2019 mit Untertitel ergänzt.) Rudi Weiss erreicht das inzwischen befreite Ghetto Theresienstadt, in dem er seine Schwägerin mit ihrem kleinen Sohn trifft, den sie nach dem Großvater „Josef“ genannt hat. Inga Weiss hatte für ihre Inhaftierung in Theresienstadt gesorgt und war dort von ihrem Mann schwanger geworden. Rudi erfährt, dass sein Bruder Karl wegen kritischer Zeichnungen gefoltert und schließlich in das KZ Auschwitz verlegt wurde, wo er starb. Inga fragt ihn, ob er von dem Schicksal seiner Eltern in Auschwitz erfahren habe. Ihm sei das bekannt, und er erwähnt: … The murder of people like that, and millions of others. Inga Weiss antwortet: You can hate me … for being one of them. Rudi erklärt jedoch: No Inga, I don't hate you. Zu diesem Zeitpunkt wissen beide nicht, wo sie in Zukunft leben wollen. Ganz zum Schluss wird Rudi von einem Mitarbeiter der Jewish Agency for Palestine angeworben, um überlebende jüdische Kinder aus Thessaloniki nach Palästina zu schmuggeln. So deutet sich an, dass er einer der Helfer der Staatsgründung Israels wird.

## Entstehung

### Drehorte

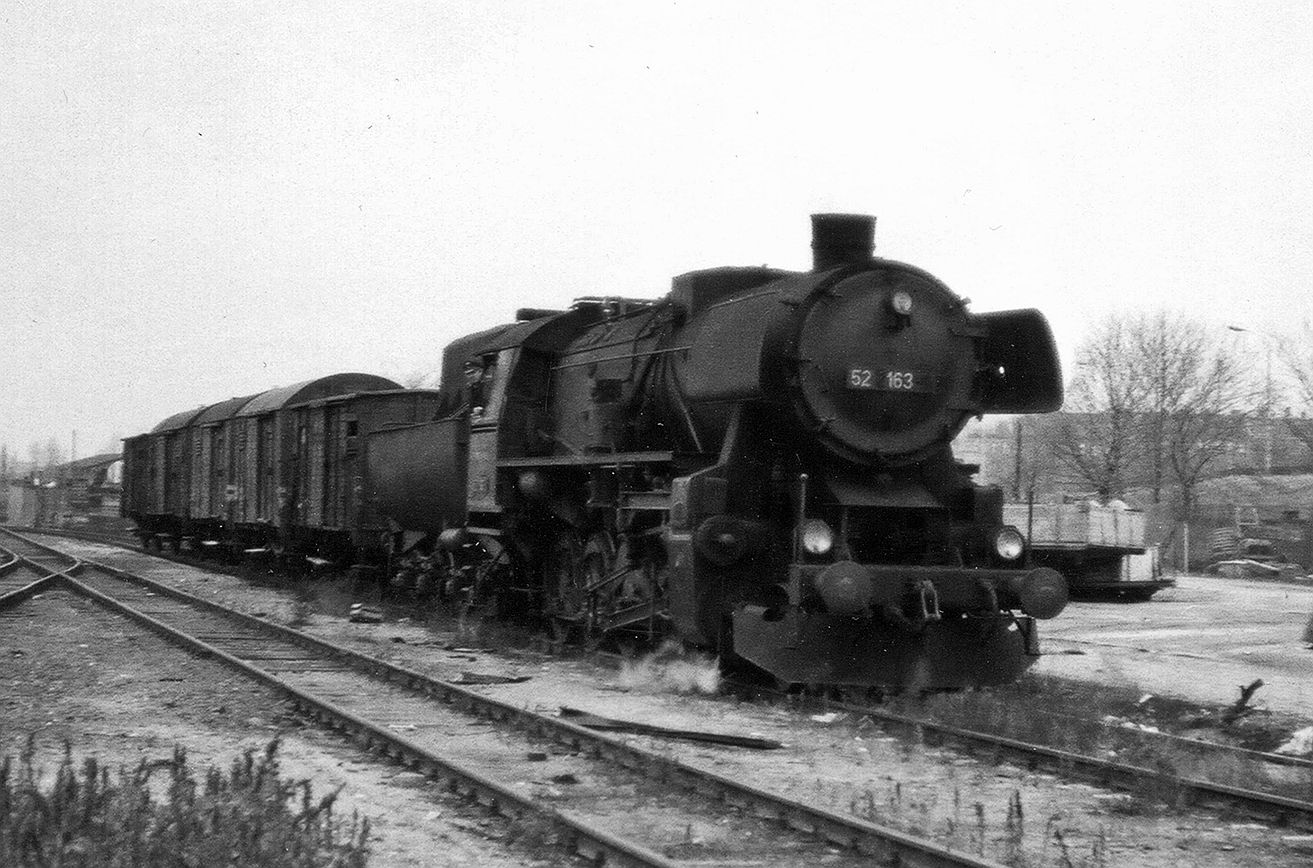
Kriegslokomotive der Baureihe 52 bei den Filmaufnahmen im November 1977

Gedreht wurde in Deutschland und Österreich. Das KZ Mauthausen in Österreich bildete beispielsweise die Kulisse des KZ Auschwitz-Birkenau, obwohl die beiden Lager in ihrem Grundriss wenig gemein haben. Die Szene in Hadamar allerdings entstand am Originalschauplatz. Die Szenen, die im Ghetto Theresienstadt spielen, wurden in der oberösterreichischen Kleinstadt Freistadt aufgenommen. Als Drehort der Szene, in der bei einem Besuch Heinrich Himmlers an der Front jüdische Männer exekutiert werden, fungierte der Truppenübungsplatz Allentsteig in Niederösterreich. Die Szenen der Deportation aus dem Warschauer Ghetto per Eisenbahn wurden am Bahnhof Berlin Eberswalder Straße produziert, zum Einsatz kam dabei auch eine originalgetreue Kriegslokomotive der Baureihe 52.
Wien diente als Drehort für Örtlichkeiten in Berlin, Prag und Kiew.
- Donaukanal (kleiner parkähnlicher Bereich im Norden der Leopoldstadt, auf der anderen Seite des Donaukanals ist die Stadtbahnstation Rossauer Lände zu sehen): Dort findet in der ersten Episode ein in Berlin spielendes Gespräch der Eheleute Dorf statt
- Rahlstiege in Mariahilf: Im ersten Teil eilt Rudi Weiss die Stiege hinauf, später geht Anna Weiss dort hinunter und versteckt sich (beide Szenen spielen in Berlin). Eine Aufnahme der Stiege dient in der Originalfassung als Einleitung für die Sequenz „Berlin 1935“. Diese wurde in der deutschen Synchronfassung durch eine andere Einstellung ersetzt.
- Wurstelprater in Wien-Leopoldstadt: Im Rahmen des Besuchs der Familie Dorf im Wien der Vorkriegszeit (erster Teil) sind Aufnahmen vom Vergnügungspark sowie das Wiener Riesenrad mit den Waggons der Nachkriegszeit zu sehen.
- Mölker Steig in der Wiener Innenstadt: Die 1940 in Prag spielende Szene, in der Rudi mit zwei Soldaten zu tun hat und dann Helena begegnet, wurde am Mölkersteig gedreht. In einer Einstellung ist auch das Universitätsgebäude von Wien zu erkennen.
- Kämpfe in Kiev (zweiter Teil der Serie): Einige der Einstellungen entstanden im 15. Wiener Gemeindebezirk, Sperrgasse/Viktoriagasse.
- Die Szene zu Beginn der Serie, in der Karl Inga heiratet, wurde vor dem Restaurant am Cobenzl im Döblinger Bezirksteil Grinzing gedreht.
- Die Szenen im 4. Teil um den Ausbruch aus dem KZ Sobibor wurden in Blumau-Neurißhof in der Nähe von Baden bei Wien gedreht. Die letzte Szene auf dem Bahngleis entstand ebenfalls in Blumau.

### Besetzung
- Fritz Weaver: Dr. Josef Weiss
- Rosemary Harris: Berta Palitz-Weiss
- James Woods: Karl Weiss
- Joseph Bottoms: Rudi Weiss
- Meryl Streep: Inga Helms-Weiss
- Sam Wanamaker: Moses Weiss
- Blanche Baker: Anna Weiss
- Michael Moriarty: Erik Dorf
- David Warner: Reinhard Heydrich
- Ian Holm: Heinrich Himmler
- Tovah Feldshuh: Helena Weiss-Slomová
- Tom Bell: Adolf Eichmann
- Hans Meyer: Ernst Kaltenbrunner
- David Daker: Rudolf Höß
- John Rees: Arthur Nebe
- John Bailey: Hans Frank
- Anthony Haygarth: Heinz Müller
- Murray Salem: Mordechaj Anielewicz
- Lee Montague: Onkel Sascha
- Robert Stephens: Kurt Dorf
- Deborah Norton: Martha Dorf
- George Rose: Herr Levy
- Käte Jaenicke: Frau Levy
- Michael Beck: Hans Helms
- Jeremy Levy: Aaron Feldmann
- T. P. McKenna: Paul Blobel
- Nigel Hawthorne: Otto Ohlendorf
- Sean Arnold: Hermann Höfle
- Erwin Steinhauer: Schreiber im KZ Buchenwald
- Llewellyn Rees: Pater Bernhard Lichtenberg, Priester St. Hedwig
- Martin Brandt: Rabbi Korsch, Warschau
- Stanley Lebor: Zalman, Warschau
- Irene Prador: KZ-Häftling Maria Karlova, KZ Theresienstadt
- Cyril Shaps: KZ-Häftling Weinberg aus Bremen, KZ Buchenwald und KZ Auschwitz
- Robert Sherman: Captain John Cassidy
- Vernon Dobtcheff: Karp
- Gabor Vernon: Rabbi Samuel, Partisan Ukraine
- Isolde Barth: Eva, Partisan Warschau
- Peter Capell: Seder-Mann, Partisan Warschau
- Ulli Chivall: Vanya, Partisan Warschau
- Peter Garell: Yuri, Partisan Ukraine
- Klaus Guth: Barski, Rotarmist der 51. Division im KZ Sobibor
- Ernst Hausknost: KZ Auschwitz, SS-Offizier
- Courtney Hill: Laura Dorf, Tochter von Erik Dorf
- Helmut Janatsch: Prof. Pfannenstiel, Fachgebiet Hygiene, Universität Marburg
- Hannah Lessing: Sofia Alatri, italienisches Mädchen im KZ Auschwitz
- Elvira Neustädtl: Kapo im KZ Auschwitz
- Jan Odle: Aarons Klassenkamerad
- Osman Ragheb: Levin
- Marius Goring: Herr Palitz
- John Collin: Karl Rahm
- Edward Hardwicke: Biberstein
- Charles Korvin: Dr. Kohn im Judenrat zu Warschau
- Werner Kreindl: Herr Helms
- Nora Minor: Frau Palitz
- George Pravda: Pfälzer
- Oscar Quitak: Tesch
- Toby Salaman: jüdischer Partisan Kovel aus dem Ghetto Vilnius, hereingeschleust nach Warschau als Kurier
- Nina Sandt: Frau Helms
- Peter Vogel: Emil Frey aus Prag, Kunstmaler im KZ Theresienstadt
- Jim Anbach: Peter Dorf, 9 Jahre alt
- Hubert Berger: Dr. Heintzen
- Gottfried Blahovsky: Migrant
- Vera Borek: Nadya
- Otto Clemens: KZ Buchenwald, SS-Offizier, der Karl verhört
- Edward Gilkrist: Peter Dorf, 15 Jahre alt
- Bernd Hall: SS-Wache im KZ Buchenwald
- Nikolai Hantoff: Sowjetischer Kommandeur
- Harry Hornisch: Gestapo-Polizist
- Karl Hoess: Häftling im KZ Buchenwald
- Kathina Kaiser: Sarah Olnich, Krankenschwester, Warschau
- Götz von Langheim: Berliner Doktor
- Wolfgang Lesowsky: Kommandant Engelmann im KZ Buchenwald
- Miriam Mahler: Mutter mit totem Säugling im Zug Warschau
- Rudolf Melichar: Anton, polnischer Partisan Warschau
- Peter Neusser: Grenzsoldat
- Stefan Paryla: SS-Offizier Foltz
- Walter Scheuer: Prager Polizist
- Karl Schulz: Polnischer Polizist
- Ortwin Speer: Ghettopolizist, Warschau
- Bruno Thost: Kapo Melnick im KZ Buchenwald
- Joe Trummer: Tschechischer Jude
- Peter Weihs: Mesner

### Deutsche Synchronfassung
Die Serie wurde 1977 auf 35-mm-Film für das Fernsehen gedreht (Geschwindigkeit 24 fps, Intendiertes Seitenverhältnis 4:3). Laufzeitangaben lauten auf bis zu 475 Minuten. Leicht auffindbar sind die Originalfassung bzw. französische Synchronfassung mit einer Laufzeit von etwa 444 Minuten. Die deutschsprachigen Fernsehausstrahlungen seit 2019, welche auch die 1978 vom WDR gekürzte Schlusssequenz enthalten, dauern etwa 422 Minuten (bei 25 fps, 439 Minuten bei 24 fps). Deutschsprachige Veröffentlichungen auf DVD und Blu-ray orientieren sich sämtlich an der gekürzten Fassung vom WDR.
Geschnittene Stellen (Auswahl):
- Der Vorspann der Originalfassung mit der Nennung der Schauspieler fehlt in allen Teilen. Ersatz ist ein kurzer Vorspann auf Deutsch, welcher Filmtitel, Drehbuchautor und Regisseur nennt. Der Nachspann wurde durch einen deutschsprachigen ersetzt.
- Im zweiten Teil der Serie singt die Familie Dorf auch vor der Bescherung.
- Die Erschießung von Frauen im Warschauer Ghetto (zweiter Teil) ist gekürzt, insbesondere fehlen alle Einstellungen, in denen Ordnungskräfte in polnischer Uniform zu sehen sind.
- Darüber hinaus fehlte 1979 auch die Endsequenz, in welcher Rudi seiner Schwägerin in Theresienstadt begegnet. Diese ist seit den Ausstrahlungen von 2019 mit Untertitel eingefügt und ist auf Blu-ray als Bonus enthalten. Im Original endet der Film mit Rudi Weiss als Helfer bei der Staatsgründung Israels und schließt damit mit einem hoffnungsvollen Schluss ab.[16][17]

Verantwortlich für die deutsche Version von 1979 war Günter Rohrbach, damals Hauptabteilungsleiter Fernsehspiel beim WDR, der sich für die Ausstrahlung einsetzte: „Ich habe die letzten acht Minuten herausgeschnitten.“ „Das US-Ende war mir zu weich. Die deutschen Zuschauer sollten sich nicht aus ihrer Verantwortung stehlen, weil zum Schluss auf dem Bildschirm Frieden herrscht. Sie sollten den Schluss bekommen, den sie verdienen.“
| Darsteller       | Synchronsprecher     | Rolle               |
| ---------------- | -------------------- | ------------------- |
| Fritz Weaver     | Herbert Stass        | Dr. Josef Weiss     |
| Rosemary Harris  | Bettina Schön        | Berta Palitz Weiss  |
| James Woods      | Ralf Schermuly       | Karl Weiss          |
| Joseph Bottoms   | Markus Boysen        | Rudi Weiss          |
| Meryl Streep     | Elisabeth Schwarz    | Inga Helms Weiss    |
| Sam Wanamaker    | Klaus Miedel         | Moses Weiss         |
| Blanche Baker    | Irina Wanka          | Anna Weiss          |
| Michael Moriarty | Ernst Jacobi         | Erik Dorf           |
| David Warner     | Uwe Friedrichsen     | Reinhard Heydrich   |
| Ian Holm         | Wolf Euba            | Heinrich Himmler    |
| Tovah Feldshuh   | Marion Marlon        | Helena Slomova      |
| Tom Bell         | Peter Fröhlich       | Adolf Eichmann      |
| Hans Meyer       | Martin Hirthe        | Ernst Kaltenbrunner |
| David Daker      | Joachim Kemmer       | Rudolf Höß          |
| John Rees        | Fred Maire           | Arthur Nebe         |
| John Bailey      | Hans Müller-Trenck   | Hans Frank          |
| Tony Haygarth    | Peter Thom           | Heinz Müller        |
| Lee Montague     | Wolfgang Hess        | Onkel Sascha        |
| Robert Stephens  | Hans-Michael Rehberg | Onkel Kurt Dorf     |
| George Rose      | Willy Semmelrogge    | Franz Lewy          |

## DVD-Veröffentlichung
Die deutsche Synchronfassung der Fernsehserie ist seit 2008 auf optischen Speichermedien erhältlich, alle diese Veröffentlichungen sind gekürzt. US-amerikanische, britische und französische Pressungen sind vermutlich ungekürzt.

## Rezeption

### Überblick
Die US-Serie stellte Ende der 1970er Jahre sowie in den 1980er Jahren einen bedeutenden Schritt der Auseinandersetzung mit der NS-Vergangenheit dar: Zum ersten Mal sahen große Teile der Deutschen und Österreicher (wie auch anderer Nationen) freiwillig das Leid, das die Nationalsozialisten den Juden angetan hatten.
Obwohl die Hauptfiguren fiktiv sind, steht ihr Schicksal stellvertretend für die realen Opfer. Infolgedessen wird nahezu jedes relevante Ereignis des Holocausts am Beispiel der einzelnen Familienmitglieder dargestellt. So erleben Josef und Moses Weiss den Aufstand im Warschauer Ghetto, Karl und Inga die Doppelfunktion des Ghettos Theresienstadt (sowohl Durchgangslager als auch Vortäuschung der „humanen“ Behandlung der Juden durch die Nationalsozialisten) und Rudi (mit Helena) sowohl die Massenexekution in Babyn Jar als auch die Kämpfe der Partisanen in der ukrainischen Widerstandsbewegung sowie die Flucht aus dem Lager Sobibór.
Vorbild für die Romanfigur des Malers Karl Weiss war der deutsche Zeichner Leo Haas.
Für die damals noch wenig bekannten Charakterdarsteller James Woods und Meryl Streep bedeutete die Serie den Durchbruch zu internationaler Anerkennung. Ebenfalls an Popularität gewannen später die Darsteller Rosemary Harris (Spider-Man 1–3), David Warner (Time Bandits, Tron, Titanic) und Ian Holm (Alien, Der Herr der Ringe).

### Wirkung in Deutschland und Österreich
Bereits der Ankauf der Serie durch den Westdeutschen Rundfunk war stark umstritten. Andere Sendeanstalten der ARD widersetzten sich der Ausstrahlung im Hauptprogramm. Als Kompromiss wurden die vier Folgen innerhalb von fünf Tagen im Dritten Programm aller ARD-Länderanstalten ausgestrahlt.
Im Vorfeld kam es zu Bombenanschlägen rechtsextremer Terroristen. Um eine Ausstrahlung der einführenden Dokumentation „Endlösung“ zu verhindern, sprengten Peter Naumann, später bis zu seinem Tod Politiker der NPD, und zwei Komplizen zwei Sendemasten der ARD: den Sender Koblenz sowie den Longinusturm am Sender Nottuln. Betroffen waren circa hunderttausend Fernsehanschlüsse. Beide Aktionen gehörten zu den ersten rechtsterroristischen Sprengstoffanschlägen im Nachkriegsdeutschland.
Zwanzig Millionen Zuschauer, rund die Hälfte der erwachsenen Bevölkerung, sahen mindestens eine „Holocaust“-Folge an den vier Sendetagen. „Holocaust“ wurde, anders als viele Dokumentationen über das nationalsozialistische Deutschland, zu einem Medienereignis, das eine heftige öffentliche Diskussion über die dargestellten Ereignisse initiierte. Im Anschluss an die einzelnen Folgen wurden „Open-End-Diskussionen“ ausgestrahlt, in denen sich das Publikum telefonisch zu Wort melden konnte. Die Redaktion wurde über 23.000 Mal kontaktiert.
Die Fernsehserie wird als „medien- und erinnerungsgeschichtliche Zäsur“ bezeichnet. Sie soll auch dazu beigetragen haben, dass der Bundestag 1979 die Verjährungsfrist für Mord aufhob. In der entsprechenden Bundestagsdebatte nahmen Redner mehrerer Parteien Bezug auf die TV-Produktion. Die Bundeszentrale für politische Bildung druckte Hunderttausende Broschüren zu den Themen Nationalismus und Antisemitismus.
Auch der Politologe Peter Reichel bezeichnet die Ausstrahlung der Fernsehserie als einen Meilenstein in der Mentalitätsgeschichte der Bundesrepublik; sie markiere „den Beginn der Bereitschaft nun auch eines Massenpublikums, sich mit der NS-Vergangenheit überhaupt auseinanderzusetzen“.
Erst mit der Ausstrahlung von „Holocaust“ etablierte sich in Deutschland die Nutzung des von vielen als unpassend erachteten Begriffs Holocaust für die von den Nationalsozialisten als Endlösung bezeichnete Vernichtung der Juden. Davor sprach man vom „Völkermord an den Juden“. Der Begriff Holocaust aus der jüdisch-christlichen Tradition bedeutet „Brandopfer“.
In Österreich, das sich bis dahin kollektiv als unschuldiges Opfer des deutschen Nationalsozialismus gesehen hatte, wurde die Frage nach der eigenen Mitverantwortung an den Nazi-Verbrechen gestellt. In der Deutschen Demokratischen Republik und der Sowjetunion wurde die Serie nicht im Fernsehen gezeigt.
Durch die Ausstrahlung im „Westfernsehen“ ist die Serie aber einem breiten DDR-Publikum bekannt geworden.
Im Anschluss an die Folgen wurde jeweils eine längere Fernsehdiskussion live unter Leitung von WDR-Programmdirektor Heinz Werner Hübner ausgestrahlt, u. a. mit Zeitzeugen wie Eugen Kogon. Zuschauer konnten sich mit Fragen einschalten. Die Sehbeteiligung lag bei bis zu 30 %. Das war für die gesellschaftliche Debatte damals ebenfalls bedeutsam.

### Kritik
Holocaust – Die Geschichte der Familie Weiss löste besonders in Deutschland die Diskussion aus, ob es legitim sei, die undarstellbaren Schrecken des industriellen Mordes an den Juden fiktional zu inszenieren. Eine fiktionale Darstellung des Holocaustes, die weniger auf Bildung als auf mitreißende Emotionen setzte, führe zu einer Trivialisierung der Geschichte, hieß es.
Der Schriftsteller Elie Wiesel bemängelte, der Film sei eine aus kommerziellem Kalkül produzierte Seifenoper und eine „Beleidigung für die, die umkamen, und für die, die überlebten“. In der Bundesrepublik überwogen anfänglich in den Veröffentlichungen ästhetische und antikommerzielle Vorbehalte. Bedenken gab es gegen die unrealistisch konstruierte Handlung, die historische Fakten mit erfundenen Versatzstücken verknüpfte und auf Emotionen setzte. Einigen Figuren wurde ein aktives Widerstandsverhalten zugeschrieben, das der Gefühlslage und dem Wunschdenken jüdischer Zuschauer entgegenkam.
Nach der Ausstrahlung der Serie überwogen die positiven Stimmen zu dieser „Geschichtsvermittlung“, die ohne prinzipielle Verfälschung und ohne Kollektivschuldvorwurf gegen alle Deutschen ausgekommen sei.

### Auszeichnungen
Die Serie erhielt 15 Emmy-Nominierungen und wurde mit acht Emmys ausgezeichnet.
Auszeichnungen:
- Bestes Kostümdesign
- Beste Regie
- Bester Schnitt
- Bester Hauptdarsteller: Michael Moriarty
- Beste Hauptdarstellerin: Meryl Streep
- Beste Serie
- Beste Gastdarstellerin in einer Serie: Blanche Baker (Teil 1)
- Bestes Drehbuch

Nominierungen:
- Beste Musik
- Beste Ausstattung
- Bester durchgehender Gastdarsteller in einer Serie: David Warner
- Bester durchgehender Gastdarsteller in einer Serie: Sam Wanamaker
- Beste durchgehende Gastdarstellerin in einer Serie: Tovah Feldshuh
- Bester Hauptdarsteller: Fritz Weaver
- Beste Hauptdarstellerin: Rosemary Harris

Fernsehen
Der WDR wurde für die Ausstrahlung der deutschen Version mit dem Deutschen Kritikerpreis ausgezeichnet.